# Sporting Étoile Club de Bastia 1966-1967
Questa voce raccoglie le informazioni riguardanti lo Sporting Étoile Club de Bastia nelle competizioni ufficiali della stagione 1966-1967.

## Maglie e sponsor
Vengono utilizzate le stesse divise della stagione precedente.
| Manica sinistra · Manica sinistra · Maglietta · Maglietta · Manica destra · Manica destra · Pantaloncini · Calzettoni | Manica sinistra · Manica sinistra · Maglietta · Maglietta · Manica destra · Manica destra · Pantaloncini · Calzettoni | Manica sinistra · Maglietta · Maglietta · Manica destra · Pantaloncini · Calzettoni | Manica sinistra · Maglietta · Maglietta · Manica destra · Pantaloncini · Calzettoni |  |

## Rosa
Fonte:
| N. |                    | Ruolo | Calciatore         |
| -- | ------------------ | ----- | ------------------ |
|    | Francia (bandiera) | P     | Paul Orsatti       |
|    | Francia (bandiera) | P     | Simon Skypczak     |
|    | Francia (bandiera) | D     | Alain Cornu        |
|    | Italia (bandiera)  | D     | Paolo Farina       |
|    | Francia (bandiera) | D     | François Gandolfi  |
|    | Francia (bandiera) | D     | Jean-Louis Lagadec |
|    | Francia (bandiera) | D     | Jean-Claude Tosi   |
|    | Francia (bandiera) | D     | Jean-Marc Vincenti |
|    | Francia (bandiera) | C     | André Baccarelli   |

| N. |                    | Ruolo | Calciatore            |
| -- | ------------------ | ----- | --------------------- |
|    | Francia (bandiera) | C     | Jean Camadini         |
|    | Francia (bandiera) | C     | René Ferrier          |
|    | Francia (bandiera) | C     | Robert Traba          |
|    | Francia (bandiera) | C     | Hubert Zénier         |
|    | Francia (bandiera) | A     | Robert Blezirri       |
|    | Algeria (bandiera) | A     | Sadek Boukhalfa       |
|    | Francia (bandiera) | A     | Jean-Jacques Padovani |
|    | Francia (bandiera) | A     | Étienne Sansonetti    |
|    | Francia (bandiera) | A     | Marius Vescovali      |

## Risultati

### Division 2

#### Play-off
| Arbitro: | Maillard |

|  |           |             |
|  | Marcatori | 37’ Dorsini |

| Arbitro: | Uhlen |

|                               |           |               |
| Hatchi 12’ Marcellin 63’, 73’ | Marcatori | 72’ Boukhalfa |

| Arbitro: | Petit |

|                |           |  |
| Sansonetti 25’ | Marcatori |  |

| Arbitro: | Schwinte |

|             |           |  |
| Dorsini 55’ | Marcatori |  |